# Сысоево (Могилёвская область)
Сысо́ево (бел. Сысоева) — деревня в составе Ленинского сельсовета Горецкого района Могилёвской области Белоруссии.

## История
Первые упоминания о Сысоево относятся к 1674 году, когда она упоминается как деревня в составе Оршанского повета ВКЛ.
В документах XVI века Сысоево также упоминается как владение Троице-Сергиева монастыря, что свидетельствует о её значении как церковного имущества в этот исторический период.
В разное время деревня входила в различные административные образования, отражая сложную историческую судьбу региона. В советский период Сысоево было включено в состав Ленинского сельсовета Горецкого района.
В период Великой Отечественной войны деревня Сысоево находилась под немецкой оккупацией с 8 июля 1941 года по 28 июня 1944 года. Была освобождена в ходе Белорусской операции. 

## Население
- 1999 год — 49 человек
- 2010 год — 9 человек
- 2019 год — 4 человека